# Yukino Nagamatsu
Yukino Nagamatsu (永松 幸乃, Nagamatsu Yukino) est une ancienne joueuse de volley-ball japonaise née le 7 février 1989 à Kitakyūshū (Préfecture de Fukuoka). Elle mesure 1,67 m et jouait au poste de passeuse. Elle a mis un terme à sa carrière de volleyeuse professionnelle en juillet 2014.

## Clubs
| Club               | De        | À         |
| ------------------ | --------- | --------- |
| Fukuoka University | 2007-2008 | 2010-2011 |
| Hitachi Rivale     | 2011-2012 | 2013-2014 |

## Palmarès
- V.Challenge Ligue
  - Vainqueur : 2012.
  - Finaliste : 2013.